# Иле, Андреас
А́ндреас И́ле (нем. Andreas Ihle; 2 июня 1979, Бад-Дюрренберг) — немецкий гребец-байдарочник, выступал за сборную Германии в начале 2000-х — середине 2010-х годов. Чемпион летних Олимпийских игр в Пекине, двукратный чемпион мира и Европы, многократный победитель и призёр первенств национального значения.

## Биография
Андреас Иле родился 2 июня 1979 года в городе Бад-Дюрренберге, федеральная земля Саксония-Анхальт. Активно заниматься греблей на байдарке начал в возрасте девяти лет, проходил подготовку в одном из спортивных клубов Магдебурга под руководством тренера Гуидо Белинга. Среди юниоров уже в 1997 году стал двукратным чемпионом мира — выиграл заезды двухместных экипажей на дистанциях 500 и 1000 метров.
Первого серьёзного успеха на взрослом международном уровне добился в сезоне 2000 года, когда попал в основной состав немецкой национальной сборной и благодаря череде удачных выступлений удостоился права защищать честь страны на летних Олимпийских играх в Сиднее. Тем не менее, попасть здесь в число призёров не сумел — вместе с напарником Олафом Винтером благополучно пробился в финальную стадию турнира, в решающем заезде был близок к призовым позициям, но на финише оказался только четвёртым.
В 2001 году в четвёрках на километровой дистанции Иле выиграл серебряную медаль на чемпионате Европы в Милане и золотую на чемпионате мира в польской Познани. Год спустя на мировом первенстве в испанской Севилье в той же дисциплине стал серебряным призёром, ещё через год на аналогичных соревнованиях в американском Гейнсвилле взял бронзу. Будучи одним из лидеров сборной Германии, успешно прошёл квалификацию на Олимпийские игры 2004 года в Афинах, где, находясь в одном экипаже с Марком Цабелем, Бьёрном Бахом и Штефаном Ульмом завоевал в километровой гонке награду серебряного достоинства, пропустив вперёд только титулованную команду Венгрии.
Начиная с 2005 года Иле перестал выступать в четвёрках и направил все усилия на тысячеметровую программу двухместных экипажей. В этом сезоне он выиграл бронзовую медаль на европейском первенстве в Познани и серебряную на первенстве мира в хорватском Загребе. В 2006 году на чемпионате Европы в чешском Рачице был третьим, тогда как на мировом чемпионате в венгерском Сегеде занял второе место. Затем на первенстве Европы в Понтеведре добавил в послужной список ещё одно серебро. Представлял страну на Олимпийских играх 2008 года в Пекине — с новым напарником Мартином Холльштайном обогнал на своей коронной километровой дистанции всех соперников и завоевал тем самым золотую олимпийскую медаль.
Став олимпийским чемпионом, Иле остался в основном составе немецкой национальной сборной и продолжил принимать участие в крупнейших международных регатах. Так, в 2010 году в двойках на дистанции 1000 метров он получил золотую медаль на чемпионате мира в Познани и на чемпионате Европы в Корвере. Год спустя защитил титул чемпиона Европы на соревнованиях в сербском Белграде, ещё через год в Загребе вынужден был довольствоваться серебром, пропустив вперёд спортсменов из Венгрии. Вместе с тем же Холльштайном отобрался на Олимпийские игры 2012 года в Лондоне — пытался повторить успех четырёхлетней давности, но на сей раз финишировал третьим, проиграв венграм и португальцам. После лондонской Олимпиады по-прежнему выступал на различных гребных регатах, например, в 2014 году победил на Кубке Президента РФ в Москве.